# Kevin Westgarth
Kevin Reginald Westgarth, född 7 februari 1984 i Amherstburg, Ontario, är en före detta kanadensisk professionell ishockeyspelare som i slutet spelade för Calgary Flames i National Hockey League (NHL). Han har tidigare spelat på NHL–nivå för Los Angeles Kings och Carolina Hurricanes och på lägre nivå för Manchester Monarchs i AHL.
Westgarth är främst känd som en slagskämpe i NHL.

## Klubbar
- Princeton University, 2003–2007
- Manchester Monarchs, 2007–2010
- Los Angeles Kings, 2008–2012
- Carolina Hurricanes, 2012–